# Goede tijden, slechte tijden (seizoen 22)
Het tweeëntwintigste seizoen van Goede tijden, slechte tijden startte op 5 september 2011. Het seizoen werd elke werkdag uitgezonden op RTL 4. In november 2018 werd het volledige seizoen uitgebracht op dvd.

## Rolverdeling

### Aanvang
Het tweeëntwintigste seizoen telde 220 afleveringen (aflevering 4306-4525)
| Acteur               | Personage       | Afleveringen                                       |
| -------------------- | --------------- | -------------------------------------------------- |
| Jette van der Meij   | Laura Selmhorst | Hele seizoen                                       |
| Bartho Braat         | Jef Alberts     | Hele seizoen                                       |
| Caroline De Bruijn   | Janine Elschot  | Hele seizoen                                       |
| Erik de Vogel        | Ludo Sanders    | Hele seizoen                                       |
| Lieke van Lexmond    | Charlie Fischer | 4306–4404                                          |
| Inge Schrama         | Sjors Langeveld | 4306–4453, 4521–4525 (met kleine onderbreking)     |
| Everon Jackson Hooi  | Bing Mauricius  | Hele seizoen                                       |
| Marly van der Velden | Nina Sanders    | Hele seizoen                                       |
| Mark van Eeuwen      | Jack van Houten | 4306–4334, 4378–4525 (onderbreking i.v.m. Flexwet) |
| Ruud Feltkamp        | Noud Alberts    | 4306–4523 (onderbreking i.v.m. Flexwet)            |
| Gigi Ravelli         | Lorena Gonzalez | 4306–4525 (onderbreking i.v.m. Flexwet)            |
| Ferri Somogyi        | Rik de Jong     | Hele seizoen                                       |
| Marjolein Keuning    | Maxime Sanders  | Hele seizoen                                       |
| Jan Kooijman         | Danny de Jong   | 4306–4315, 4375–4434 (met kleine onderbreking)     |
| Ferry Doedens        | Lucas Sanders   | Hele seizoen                                       |
| Pip Pellens          | Wiet van Houten | 4306–4331, 4451–4453                               |
| Raynor Arkenbout     | Edwin Bouwhuis  | 4306–4410, 4520                                    |
| Guido Spek           | Sjoerd Bouwhuis | Hele seizoen                                       |
| Cynthia Abma         | Bianca Bouwhuis | Hele seizoen                                       |
| Joep Sertons         | Anton Bouwhuis  | Hele seizoen                                       |
| Robin Martens        | Rikki de Jong   | Hele seizoen                                       |

### Nieuwe rollen
De rollen die in de loop van het seizoen werden geïntroduceerd als belangrijke personages
| Acteur          | Personage    | Afleveringen |
| --------------- | ------------ | ------------ |
| Toprak Yalçiner | Nuran Baydar | 4408–4525    |
| Dilan Yurdakul  | Aysen Baydar | 4408–4525    |
| Louis Talpe     | Mike Brandt  | 4436–4525    |
| Beau Schneider  | Tim Loderus  | 4515–4525    |

### Bijrollen
| Acteur               | Personage           | Afleveringen                    |
| -------------------- | ------------------- | ------------------------------- |
| Mary-Lou van Steenis | Tanya Dupont        | 4306–4341                       |
| Christophe Haddad    | Nick Sanders        | 4306–4363, 4391–4405, 4499–4503 |
| Elly de Graaf        | Rosa Gonzalez       | 4306–4309                       |
| Evert van der Meulen | Constantijn Wijkman | 4306–4329                       |
| Jeroen Bos           | Mark Peters         | 4322–4332                       |
| Chiara Tissen        | Rechter             | 4324–4332, 4415–4416            |
| Kevin Hassing        | Ron Bos             | 4325–4389                       |
| Leo Alkemade         | Hugo van der Laan   | 4355–4365                       |
| Thomas Boer          | Leander Toruul      | 4370–4390                       |
| Marian Mudder        | Samantha van Londen | 4386–4407                       |
| Julia Batelaan       | Amy Kortenaer       | 4396–4503                       |
| Bas van Prooijen     | Niels Verpaalen     | 4477–4501                       |
| Terence Schreurs     | Yvon Terstal        | 4480–4525                       |
| Sinan Eroglu         | Bilal Demir         | 4494–4525                       |
| Funda Müjde          | Elif Baydar         | 4508–4513                       |